# Joujoux brisés
Pour plus de détails, voir Fiche technique et Distribution.
Joujoux brisés (Broken Toys) est un court métrage d'animation américain de la série des Silly Symphonies produit par Walt Disney et sorti le 14 décembre 1935.

## Synopsis
Un pantin de marin cassé se retrouve dans une décharge. Il n'est pas seul et d'autres jouets cassés s'approchent de lui. Insufflant par une chanson un nouvel espoir aux jouets, ils se rassemblent et se réparent avant de rejoindre un orphelinat tout proche où ils feront la joie des enfants.

## Fiche technique
- Titre original : Broken Toys
- Titre français : Joujoux brisés
- Autres Titres[1] :
  -  Finlande : Lelujen kaatopaikalla
  -  Suède : Leksakstippen, På dock-kliniken
- Série : Silly Symphonies
- Réalisateur : Ben Sharpsteen assisté de Roy Williams et Dick Williams[2].
- Scénario[2] : Pinto Colvig assisté de Otto Englander et Larry Morey
- Voix : J. Topete[2], Alice Ardell[2], Tommby Bupp[1]
- Animateurs[2] : John McManus, Dick Huemer, Art Babbitt, George Drake, Jim Algar, Grim Natwick, Bill Tytla, Johnny Cannon, Leonard Sebring, Bob Wickersham, Woolie Reitherman, Berny Wolf, Cy Young, Marvin Woodward
  - Conception des personnages : Joe Grant
- Layout : Ferdinand Horvath
- Producteur : Walt Disney
- Production : Walt Disney Productions
- Distributeur : United Artists, RKO Radio Pictures
- Date de sortie[1],[3] : 14 décembre 1935
- Autres dates[2] :
  - Annoncée : 14 décembre 1935
  - Dépôt de copyright : 15 janvier 1936
  - Première à New York : 19 au 29 décembre 1935 au Radio City Music Hall en première partie de The Littlest Rebel de David Butler
  - Première à Los Angeles : 25 au 31 décembre 1935 au Grauman's Chinese Theatre et au Loew's State en première partie de The Littlest Rebel de David Butler
- Format d'image : Couleur (Technicolor
- Son : Mono (RCA Sound System[1])
- Musique[2] : Albert Hay Malotte
  - Musiques originales : We're Gonna Get Out of the Dumps
  - Extrait de The Sailor Hornpipe (1796)
  - Extrait de The Girl I Left Behind Me (trad., 1808)
  - Extrait de Silent Night, Holly Night (1818) de Franz Gruber
  - Extrait de Reveille
- Durée : 9 min 20 s
- Langue : (en)
- Pays :  États-Unis

## Commentaires
- Le film était initialement programmé pour sortir après Elmer l'éléphant (1936) et Les Trois Petits Loups (1936) mais en raison de son thème, la production fut avancée pour une sortie en période de Noël[2].
- Le synopsis du film se rapproche de A Great Big Bunch of You (1933) réalisé par Rudolf Ising pour Warner Bros.[2].
- Il comprend quelques caricatures de stars de l'époque, croquées sous la forme de jouets[3] : le diable en boîte est Ned Sparks, acteur connu pour son humour pince-sans-rire ; la poupée de chiffon parodie l'actrice Zasu Pitts et sa maigreur notoire ; W. C. Fields est représenté en jouet qui oscille ; le pantin noir est une de caricature Stepin Fetchit.